# Babica buljooka
Babica buljooka (Lipophrys trigloides; sinonim:Paralipophrys trigloides) riba je iz porodice slingurki (lat. blenniidae). Jedina je poznata babica koja je aktivna i noću. Naraste do 10 cm, golog je, sluzavog tijela, velike i izražene glave, s velikim očima i ustima s očnjacima u obje čeljusti. Peraje su razvijene, a leđna peraja se proteže cijelom duljinom leđa, podijeljena u dva dijela. Ova vrsta babica nema očne izdanke. Boja tijela joj ovisi o boji okoline, a kreće se od sivo-maslinaste, tamno smeđe pa do tamno sive. Bočno ima nekoliko okomitih tamnijih područja. Mužjaci su u sezoni mriješćenja smeđi. Ove babice su jako neaktivne, malo se miču, osim u sezoni parenja. Najčešće ih možemo naći na kamenjima koja vire iz vode, gdje nepomično stoje u kakvoj rupi ili procjepu. Mogu ostati dugo izvan vode, udišući zrak, čak i do 10 sati. Hrane se školjkama, raznim životinjicama i algama. Razmnožava se od veljače do svibnja.
Ovu babicu možemo naći na cijelom Mediteranu i Crnom moru, na obalama istočnog Atlantika od Bretagne (Francuska), pa sve do Senegala i Kanarskih otoka i Madeire.

## Vanjske poveznice
|  | Zajednički poslužitelj ima još gradiva o temi Babica buljooka |
|  | Wikivrste imaju podatke o taksonu Babica buljooka             |